# Michael Azerrad

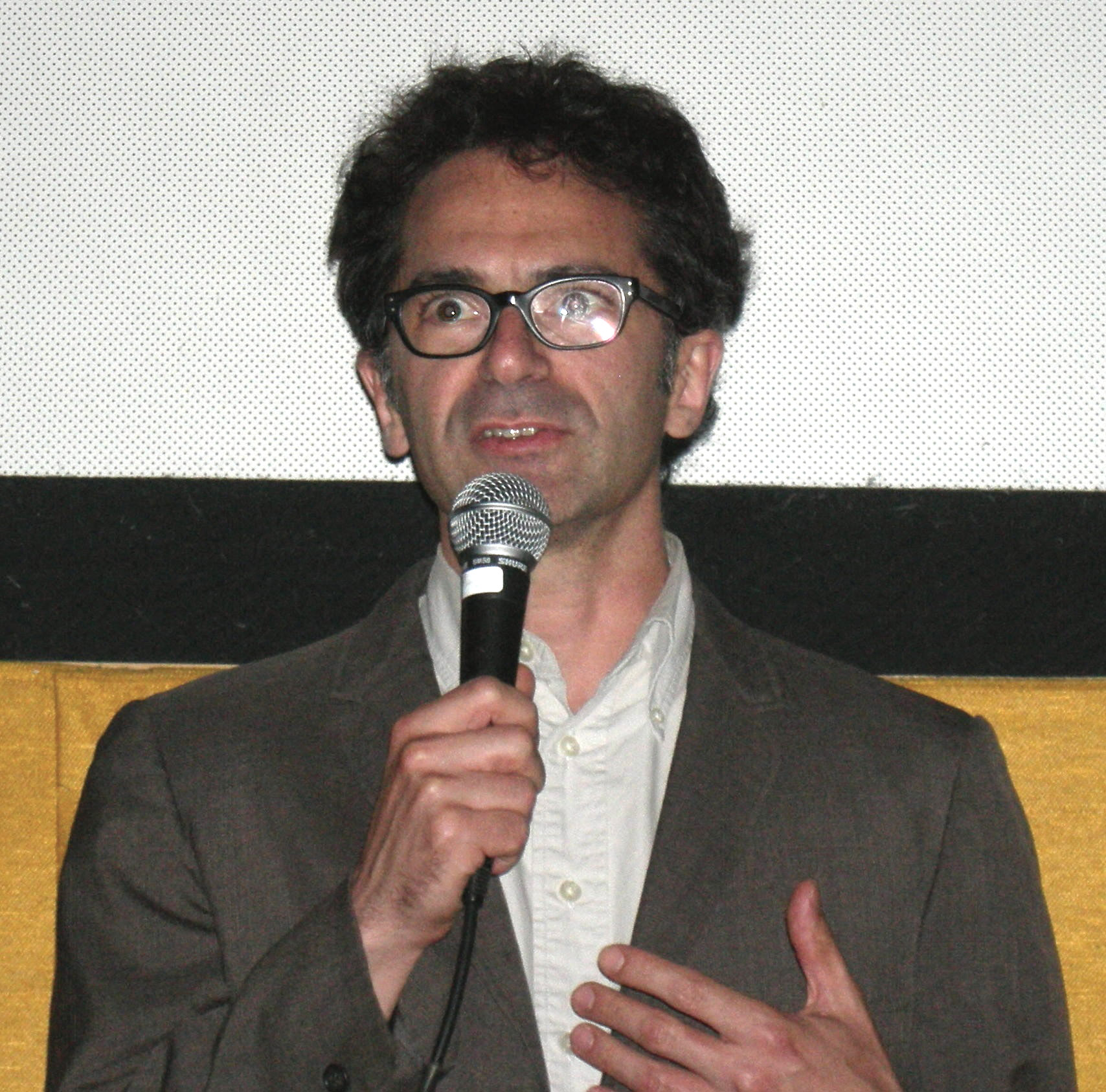
Michael Azerrad en 2007.

Michael Azerrad es un autor, periodista y músico estadounidense.

## Carrera
Tras graduarse del Bachelor of Arts en el Columbia College de la Universidad de Columbia en 1983, Azerrad fue batería de pequeñas bandas locales mientras emprendía su carrera periodística. Realizó diversas colaboraciones en Spin, Musician y Details, y escribió en MTV News desde 1987 hasta 1992. Azerrad fue colaborador habitual de la revista Rolling Stone desde 1987 hasta 1993, cubriendo relatos de The B-52's y Nirvana, y finalmente fue nombrado colaborador editor de dicha revista. Desde entonces ha escrito en The New Yorker, Mojo, Italian GQ, New York Times, Spin y Revolver.
En 1993 publicó su libro más exitoso, la autobiografía de Nirvana Come as You Are: The Story of Nirvana mediante Doubleday Books. Para la realización de esta obra, que fue lanzada seis meses antes de la muerte de Kurt Cobain, Azerrad entrevistó durante meses a miembros de la banda, amigos, familiares y asociados a Nirvana. Cobain y el resto de miembros de la banda compartieron una gran variedad de material con el periodista, del que gran parte se incluye en el libro.
Su siguiente libro fue Our Band Could Be Your Life (Little, Brown and Company, 2001), una colección de los perfiles de trece distinguidas bandas de indie rock de los años 1980 y 1990, entre las que se incluyen Sonic Youth, Minutemen y The Replacements. En 2000, la revista Q designó a Come as You Are como uno de los 50 grandes libros de rock de la historia y, en 2006, The Guardian nombró a Our Band Could Be Your Life como uno de los 50 mejores libros de música jamás escritos. En 2009 la revista Paste incluyó esta obra entre los 12 mejores libros musicales de la década. Por su parte, Los Angeles Times hizo lo propio en su lista "46 lecturas de rock esenciales".